# Canton de Saillans
Le canton de Saillans est une ancienne division administrative française située dans le département de la Drôme, en région Rhône-Alpes, dans l'arrondissement de Die.

## Composition
| Nom                    | Code Insee | Intercommunalité                      | Superficie (km2) | Population (dernière pop. légale) | Densité (hab./km2) |
| ---------------------- | ---------- | ------------------------------------- | ---------------- | --------------------------------- | ------------------ |
| Saillans (chef-lieu)   | 26289      | CC du Crestois et du pays de Saillans | 36,15            | 1 231 (2014)                      | 34                 |
| Aubenasson             | 26015      | CC du Crestois et du pays de Saillans | 6,69             | 65 (2014)                         | 9,7                |
| Aurel                  | 26019      | CC du Crestois et du pays de Saillans | 26,26            | 236 (2014)                        | 9                  |
| Chastel-Arnaud         | 26080      | CC du Crestois et du pays de Saillans | 12,65            | 41 (2014)                         | 3,2                |
| Espenel                | 26122      | CC du Crestois et du pays de Saillans | 15,06            | 153 (2014)                        | 10                 |
| Eygluy-Escoulin        | 26128      | CC du Val de Drôme en Biovallée       | 26,53            | 57 (2014)                         | 2,1                |
| La Chaudière           | 26090      | CC du Crestois et du pays de Saillans | 12,17            | 20 (2014)                         | 1,6                |
| Rimon-et-Savel         | 26266      | CC du Crestois et du pays de Saillans | 12,31            | 30 (2014)                         | 2,4                |
| Saint-Benoit-en-Diois  | 26296      | CC du Crestois et du pays de Saillans | 11,17            | 26 (2014)                         | 2,3                |
| Saint-Sauveur-en-Diois | 26328      | CC du Crestois et du pays de Saillans | 6,95             | 56 (2014)                         | 8,1                |
| Vercheny               | 26368      | CC du Crestois et du pays de Saillans | 11,19            | 446 (2014)                        | 40                 |
| Véronne                | 26371      | CC du Crestois et du pays de Saillans | 21,31            | 41 (2014)                         | 1,9                |

## Histoire
Le canton a disparu après les élections départementales de 2015, à la suite du redécoupage des cantons du département. Ses douze communes ont rejoint le canton du Diois.

## Administration: conseillers généraux de 1833 à 2015
| Période          | Période                   | Identité                               | Étiquette               | Qualité |
| ---------------- | ------------------------- | -------------------------------------- | ----------------------- | --- |
| 1833             | 1835 (décès)              | François-Nicolas Faure-Rosanne         |                         | Négociant à Saillans                                                                                          |
| 1835             | 1841                      | Balthazard Souvion (1789-1864)         |                         | Propriétaire du château de Gourdon, juge de paix Maire de Saillans                                            |
| 1841             | 1852                      | Daniel Marie Rey                       | Gauche                  | Propriétaire , maire de Saillans Représentant du peuple (1848-1851)                                           |
| 1852             | 1864 (décès)              | Pascal Michel Marie Eymieu (1785-1864) |                         | Fabricant-négociant à Saillans                                                                                |
| 1864             | 1874 (décès)              | Daniel Marie Rey                       | Républicain             | Notaire, propriétaire, maire d'Aurel puis de Saillans Député (1848-1851) Président du Conseil général         |
| 1874             | 1876 (décès)              | Pierre Giraud-Breynat                  | Républicain             | Propriétaire, adjoint au maire de Saillans                                                                    |
| 1876             | 1893 (décès)              | Antoine Chevandier                     | Républicain             | Docteur-médecin à Die Député (1871-1892) Sénateur (1892-1893)                                                 |
| 1893             | 1922                      | Paul Lambert (1850-1952)               | Républicain             | Suppléant du juge de paix Adjoint au Maire de Saillans                                                        |
| 1922             | 1927 (décès)              | Léon Aulès (1870-1927)                 |                         | Médecin de la gendarmerie Maire de Saillans (1919-1925)                                                       |
| 1927             | 1941 (démission d'office) | Gabriel Goy                            | Rad.                    | Ferblantier et viticulteur à Saillans Révoqué par le Gouvernement de Vichy                                    |
|                  |                           |                                        |                         | |
| 1945             | 1947 (décès)              | Édouard Girouin (1865-1947)            | SFIO                    | Agriculteur Maire d'Espenel (1925-1945), ancien conseiller d'arrondissement                                   |
| 16 novembre 1947 | 1964                      | Gabriel Goy                            | Rad.                    | Ferblantier et viticulteur à Saillans                                                                         |
| 1964             | 1971 (démission)          | Raoul Audibert                         | SFIO puis PS            | Maire d'Aurel Président du SIVOM de la Région de Saillans                                                     |
| 13 février 1972  | 1976                      | Marcel Albert                          | Centre gauche           | Maire de Saillans                                                                                             |
| 1976             | 2001                      | Max Liotard                            | DVG puis DVD            | Chef d'entreprise (travaux publics) Maire d'Aurel                                                             |
| 2001             | 2015                      | François Pegon                         | DVD puis UDF puis MoDem | Maire de Chastel-Arnaud (1995-2008) puis de Saillans (2008-2014) Conseiller municipal de Saillans depuis 2014 |

## Conseillers d'arrondissement de 1833 à 1940
| Période | Période | Identité                    | Étiquette                | Qualité |
| ------- | ------- | --------------------------- | ------------------------ | --- |
| 1833    | 1835    | Balthazard Souvion          |                          | Maire de Saillans                                                                                           |
| 1836    | 1841    | Daniel Marie Rey            | Gauche                   | Maire de Saillans                                                                                           |
| 1842    | 1852    | Ernest Faure                |                          | Négociant à Saillans                                                                                        |
| 1852    | 1870    | Désiré Voulet               |                          | Médecin, maire de Saillans                                                                                  |
| 1870    | 1895    | Léon Audra                  |                          | Propriétaire - Maire de Vercheny                                                                            |
| 1895    | 1919    | Albert Latour               | Républicain puis Radical | Propriétaire, adjoint au maire de Saillans                                                                  |
| 1919    | 1922    | Léon Aulès (1870-1927)      |                          | Docteur en médecine, maire de Saillans (1919-1925)                                                          |
| 1922    | 1927    | Gabriel Goy                 | Radical                  | Ferblantier, viticulteur, adjoint au maire de Saillans                                                      |
| 1927    | 1937    | Louis Samuel                |                          | Entrepreneur de travaux publics à Vercheny                                                                  |
| 1937    | 1940    | Édouard Girouin (1865-1947) | SFIO                     | Agriculteur, maire d'Espenel (1925-1945)                                                                    |
| 1940    |         |                             |                          | Les conseils d'arrondissement ont été suspendus par la loi du 12 octobre 1940 et n'ont jamais été réactivés |

## Démographie
| 1962  | 1968  | 1975  | 1982  | 1990  | 1999  | 2006  | 2011  | 2012  |
| ----- | ----- | ----- | ----- | ----- | ----- | ----- | ----- | ----- |
| 2 038 | 1 956 | 1 839 | 1 865 | 1 841 | 1 907 | 2 076 | 2 350 | 2 364 |